# Ponthieu
Ponthieu of Ponteland (Latijn: pagus Pontivus) was een gewest, dat aan de kust en de rechteroevermonding van de Somme lag. Het lag niet ver van het stadje Saint-Valery-sur-Somme. De hoofdstad was Abbeville, de sterkste vesting Montreuil.

## Oorsprong en Vlaamse tijd
Ponthieu is voortgekomen uit de pagus Pontivus, de "Pontegouw", en na waarschijnlijk enige tijd de status van heerlijkheid te hebben gehad werd het land een graafschap. Ponthieu was in personele unie verbonden met het graafschap Montreuil. In 948 veroverde Arnulf I van Vlaanderen Ponthieu, Oosterbant, Artesië en de Amiénois (Amiens), zodat Vlaanderen tot over de Somme reikte. Uiteindelijk gingen de gebieden in 996 weer verloren aan de Franse kroon, en koning Hugo Capet beleende zijn gunsteling Hugo I van Ponthieu ermee.

## Toneel van Engelse troonstrijd
Graaf Gwijde I van Ponthieu zou prins Harold II van Engeland, na een schipbreuk op zijn kuststrand, uitgeleverd hebben aan zijn toenmalige leenheer hertog Willem van Normandië, de latere Willem de Veroveraar en koning van Engeland. Willem liet Harold in 1064 een eed afleggen dat hij zou verzaken van de Engelse troon ten gunste van hem. Na de dood van koning Eduard de Belijder in januari 1066 liet Harold zich toch kronen tot koning van Engeland, met het gevolg dat Willem de Veroveraar naar Engeland overstak, ongeveer tegelijk met de koning Harald III "Hardrada" van Noorwegen. Willems invasievloot vertrok vanaf het riviertje de Dives, dat ten zuiden van de Seine in zee uitmondt. Doch door hevige tegenwind en kanaalstormen dreef de vloot terug naar de Normandische kust, naar de Sommemonding waar Ponthieu lag. Op 27 september 1066 vertrokken ze eindelijk vanuit Ponthieu en Saint-Valery-sur-Somme en staken het Kanaal over om er bij Pevensey, nabij Hastings te landen.

## Engels, Bourgondisch en weer Frans
Tijdens de Honderdjarige Oorlog werd Ponthieu bezet door Engelse, Bourgondische en Vlaamse troepen. Bij de Vrede van Calais in 1360 stond de Franse koning Aquitanië, Ponthieu en Calais af, waarvoor in ruil de Engelse koning zijn aanspraken op de Franse kroon liet vallen. In een latere fase van de oorlog ontstond er onenigheid tussen de Engelsen en Bourgondiërs, en besloot hertog Filips de Goede met Frankrijk vrede te sluiten (Atrecht 1435), waarbij de Somme-steden Ponthieu en Amiénois, het graafschap Boulogne, Vermandois en Auxerre werden ingelijfd bij het Bourgondische rijk. Ten tijde van de Bourgondische Successieoorlog werden deze gebieden heroverd door de Fransen, wat erkend werd met de Vrede van Atrecht (1482). Ponthieu en buurlanden gingen op in de nieuwe provincie Picardië.

## Heden
Een aantal gemeentenamen in het departement van de Somme verwijzen naar de naam van de oude provincie : Bernay-en-Ponthieu, Crécy-en-Ponthieu, Domart-en-Ponthieu, Maison-Ponthieu, Millencourt-en-Ponthieu.